# Chemiré-le-Gaudin
Chemiré-le-Gaudin ist eine französische Gemeinde mit 996 Einwohnern (Stand: 1. Januar 2022) im Département Sarthe in der Region Pays de la Loire. Sie gehört zum Arrondissement La Flèche und zum Kanton La Suze-sur-Sarthe. Die Einwohner werden Chemiréens genannt.

## Geographie
Chemiré-le-Gaudin liegt etwa 18 Kilometer südwestlich von Le Mans am Gée. Umgeben wird Chemiré-le-Gaudin von den Nachbargemeinden Crannes-en-Champagne im Norden, Souligné-Flacé im Nordosten, Louplande im Osten, Roëzé-sur-Sarthe im Südosten, La Suze-sur-Sarthe im Süden, Fercé-sur-Sarthe im Süden und Südwesten sowie Maigné im Westen.
Durch die Gemeinde führt am Nordrand die Autoroute A 11.

## Geschichte
1809 wurden die vormals eigenständigen Kommunen Athenay (auch Athené) und Saint-Benoît-sur-Sarthe eingemeindet.

## Bevölkerungsentwicklung
| Jahr                      | 1962 | 1968 | 1975 | 1982 | 1990 | 1999 | 2006 | 2013 | 2018 | 2021 |
| Einwohner                 | 846  | 784  | 762  | 803  | 819  | 901  | 928  | 958  | 990  | 995  |
| Quelle: Cassini und INSEE |      |      |      |      |      |      |      |      |      |      |

## Sehenswürdigkeiten
- Kirche Saint-Martin in Chemiré aus dem 11. Jahrhundert
- Kirche Notre-Dame in Athenay aus dem 12. Jahrhundert mit Umbauten aus dem 15. und 18. Jahrhundert, Monument historique seit 1988
- Kirche Saint-Benoît in Saint-Benoît aus dem 11. Jahrhundert
- Monumentalkreuz in Athenay aus dem 16. Jahrhundert, Monument historique seit 1928
- Schloss La Sauvagère, Portal ist Monument historique seit 1928
- Schloss Bellefille aus dem 16./17. Jahrhundert, Monument historique seit 1973
- Herrenhaus Préau

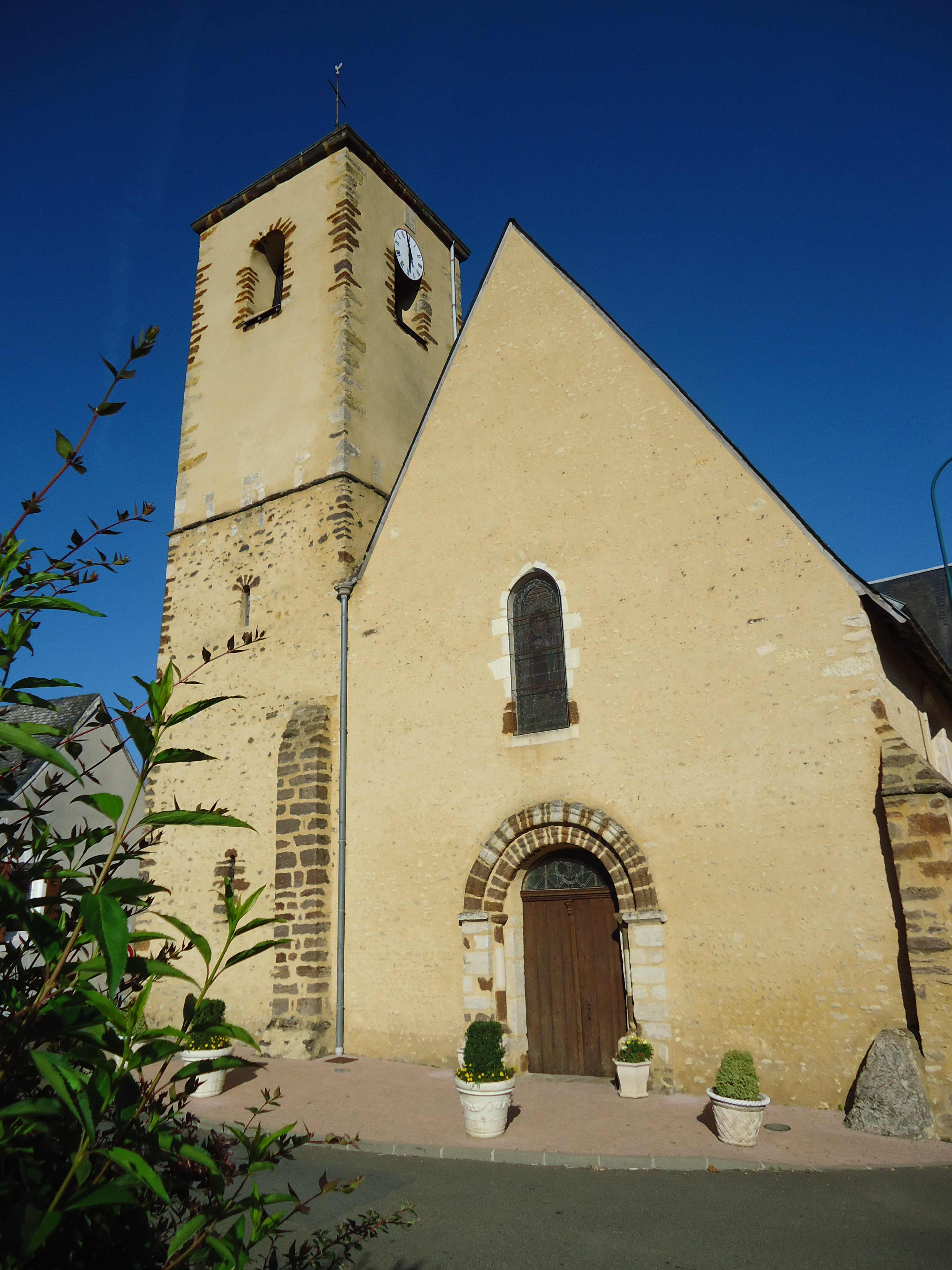
Kirche Saint-Martin
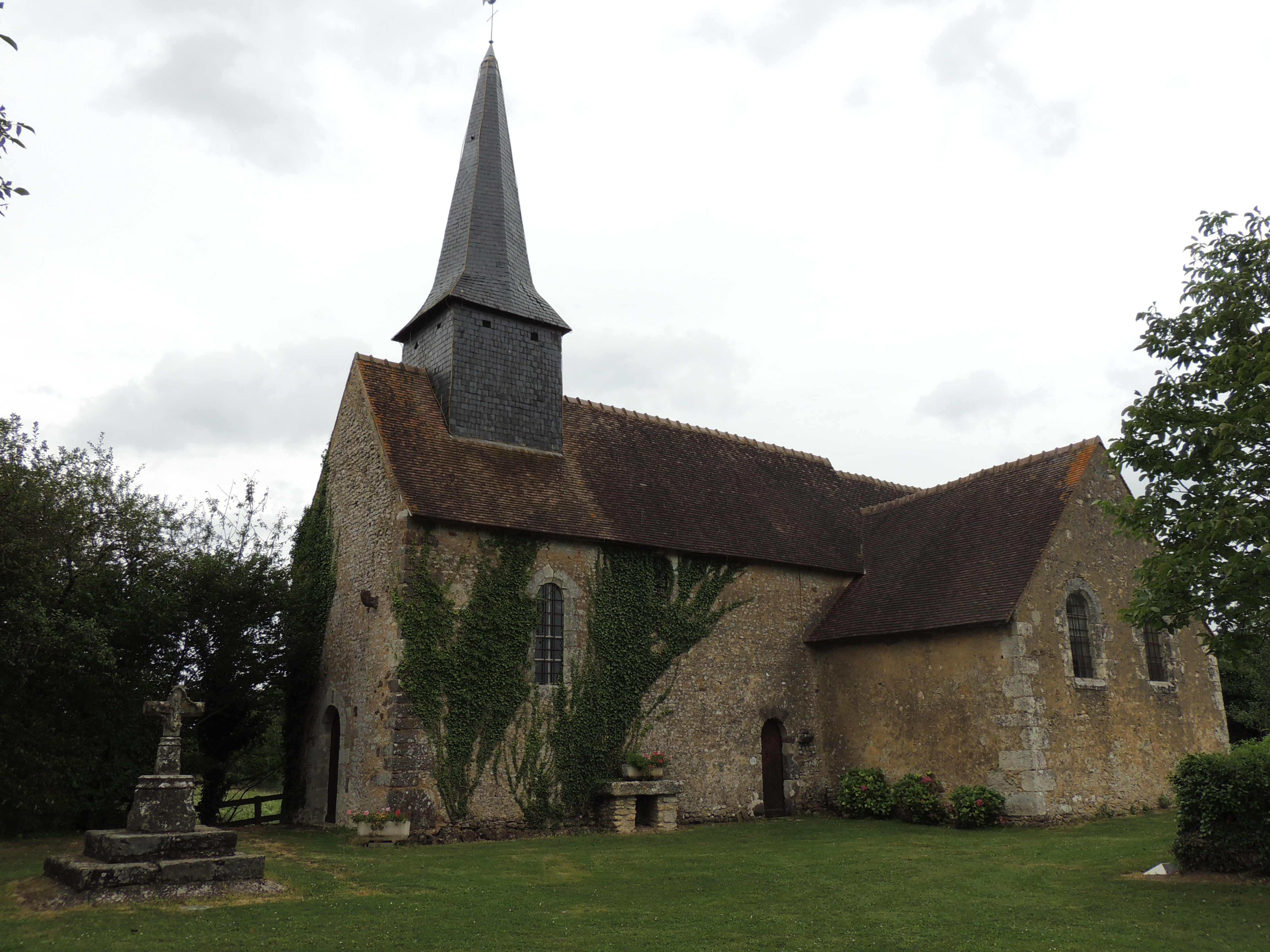
Kirche Notre-Dame
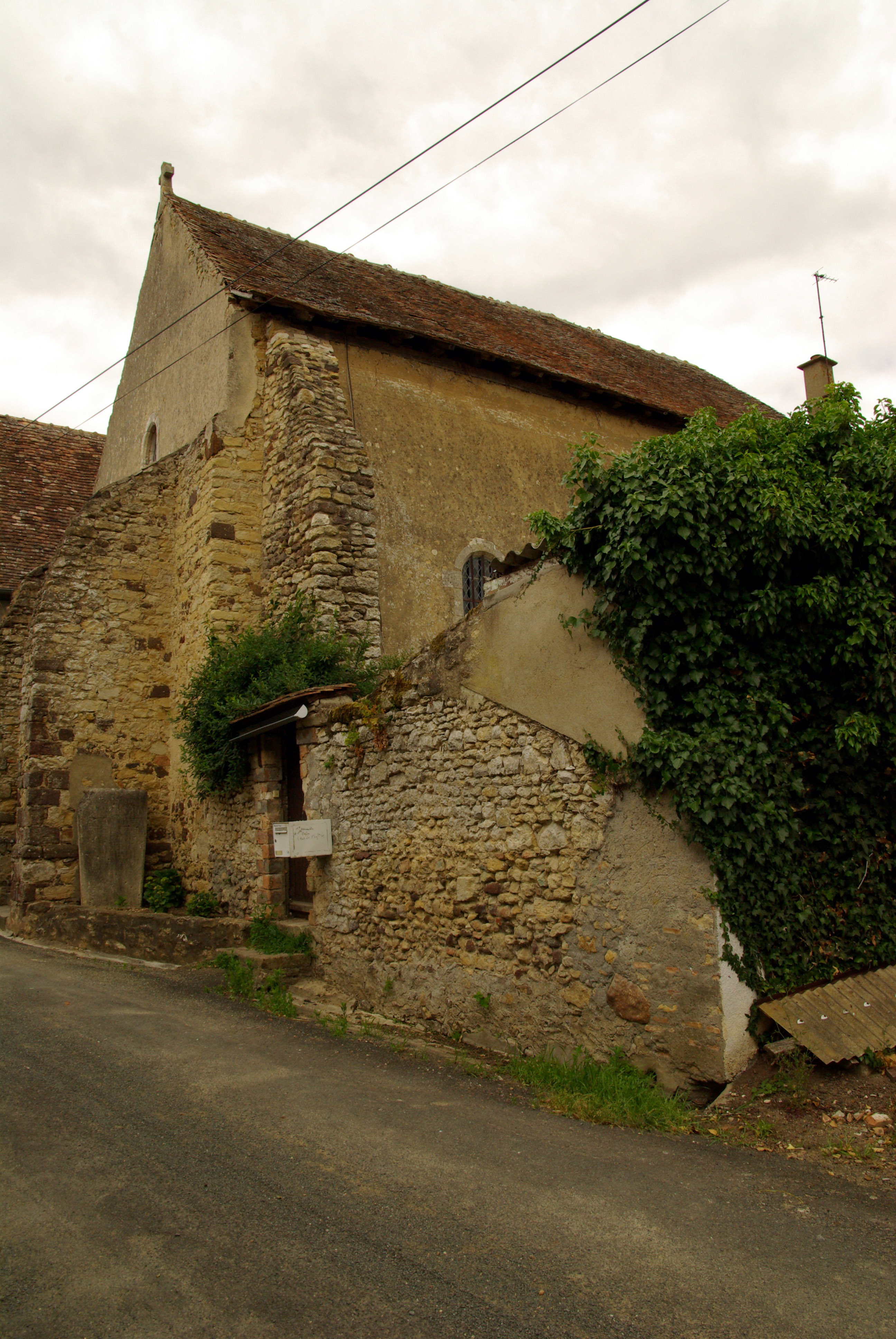
Kirche Saint-Benoît
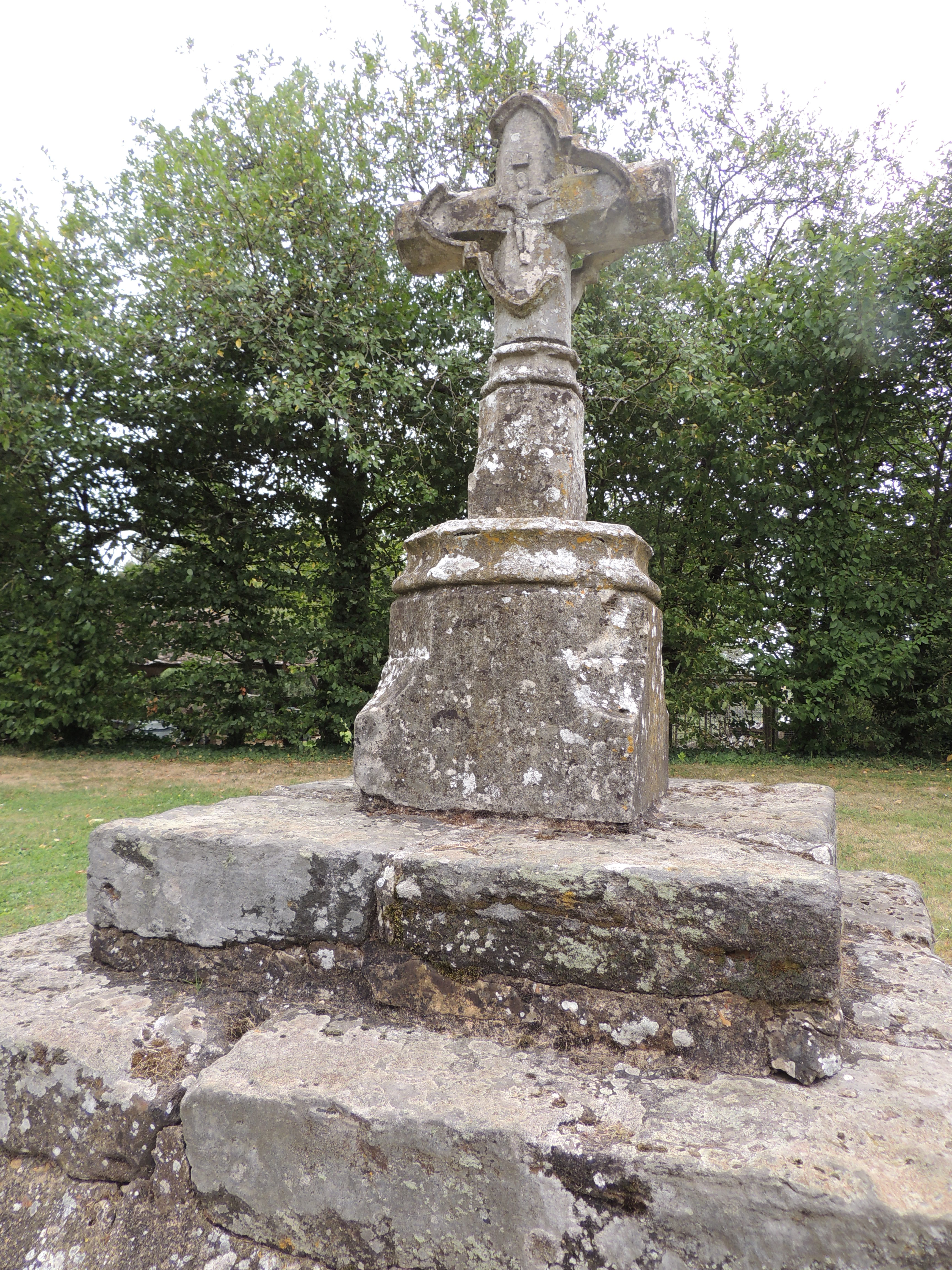
Monumentalkreuz
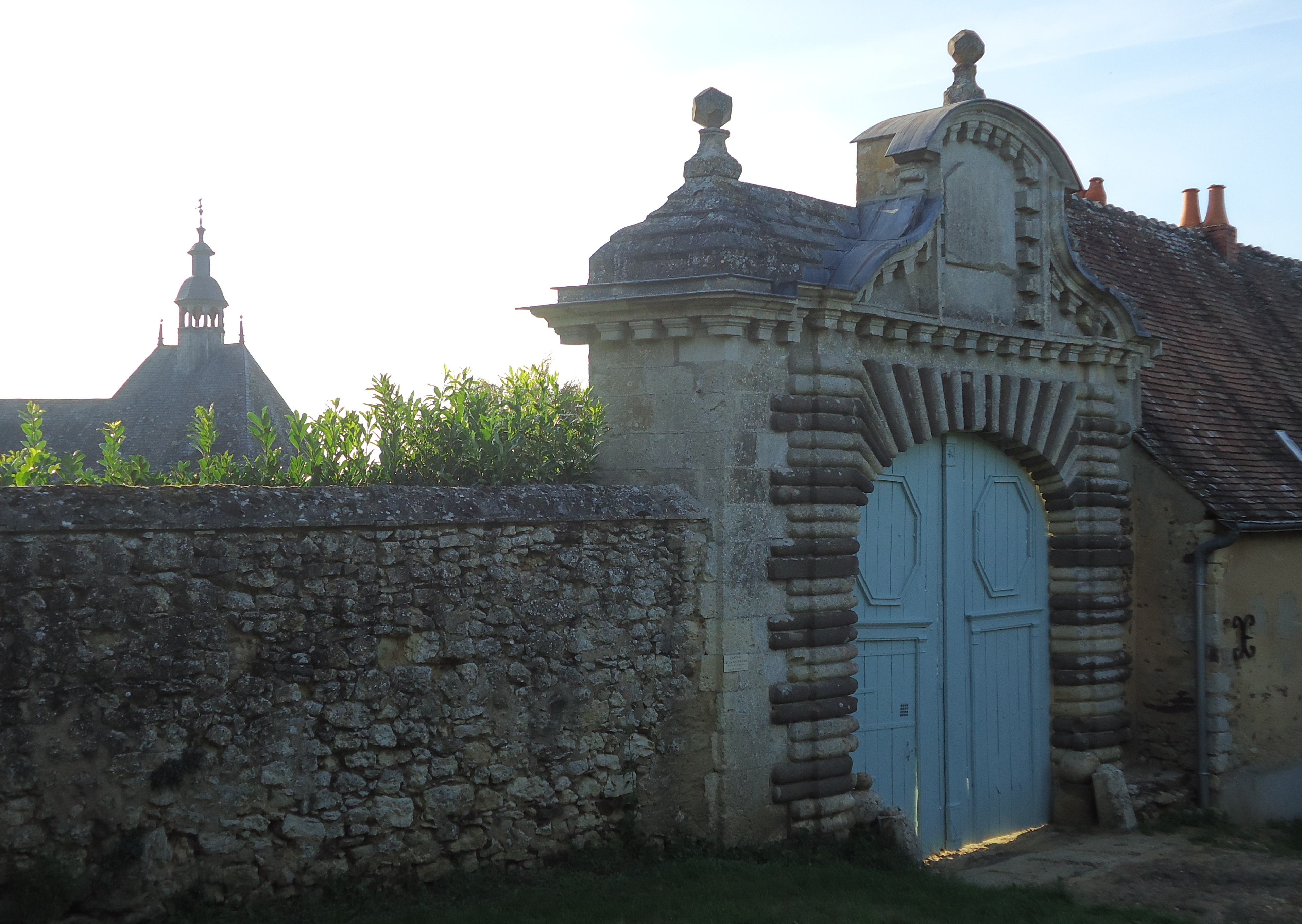
Portal des Schlosses La Sauvagère
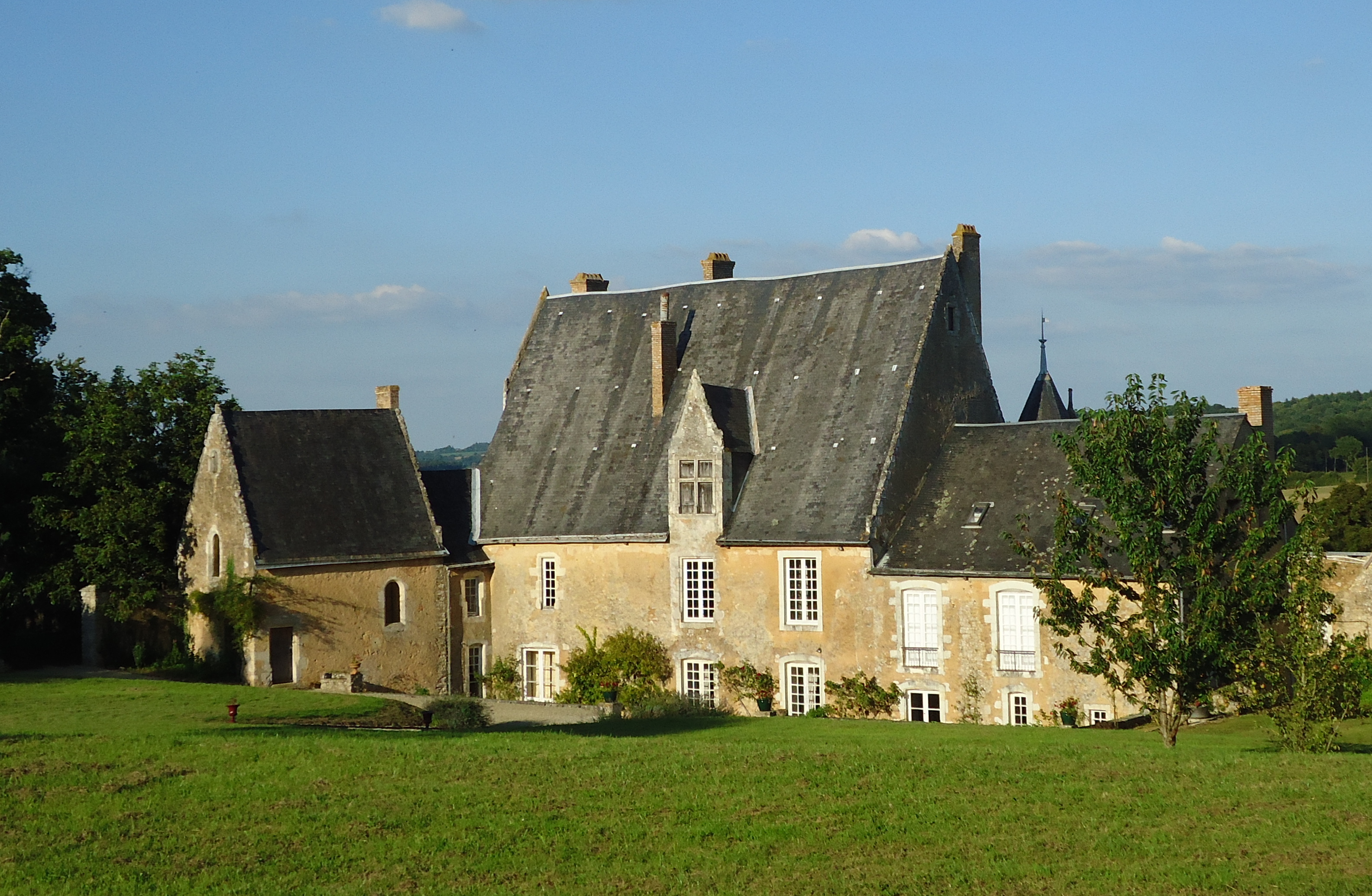
Schloss Bellefille
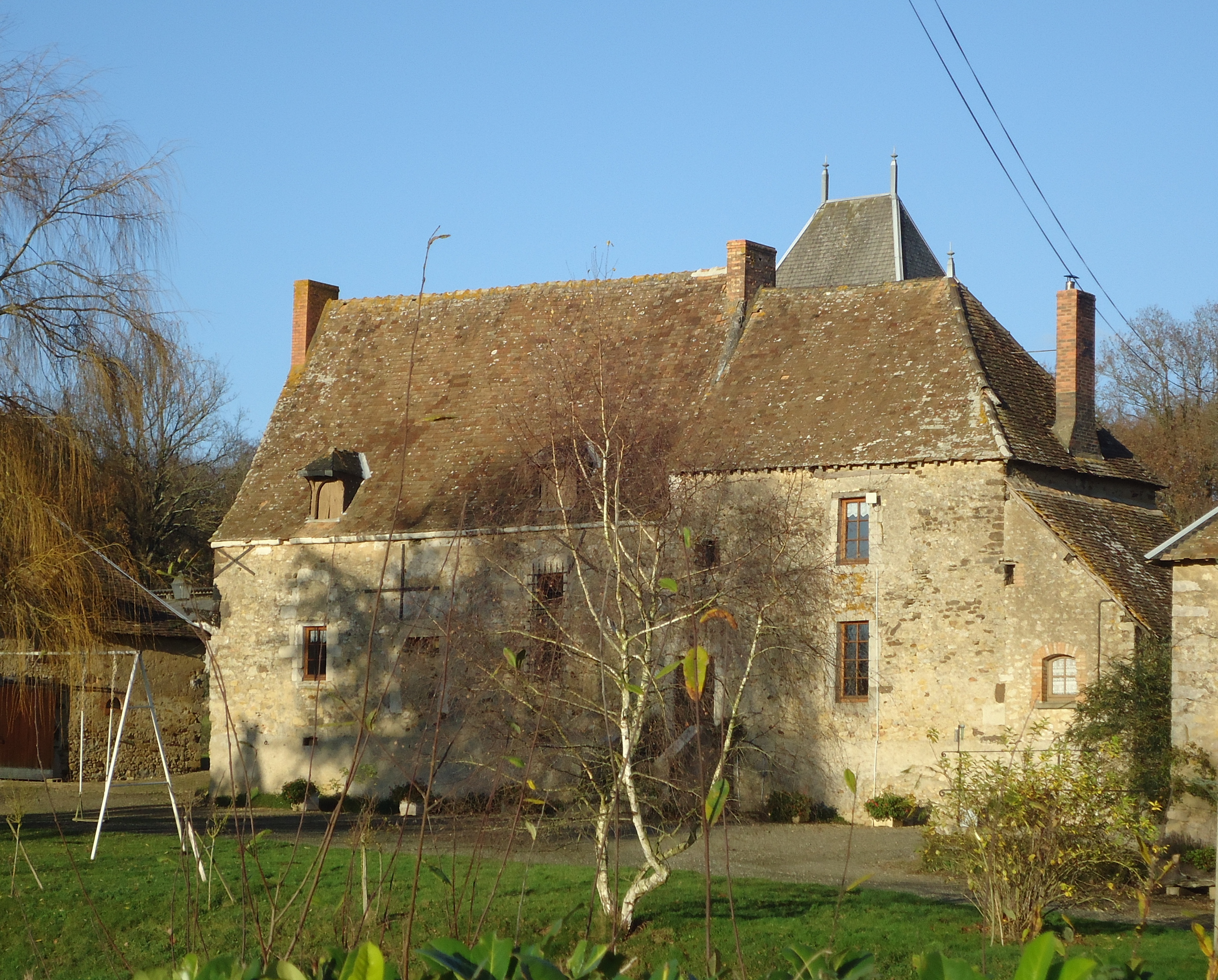
Herrenhaus Préau

## Gemeindepartnerschaft
Mit der ivorischen Gemeinde Pengakro besteht seit 2007 eine Partnerschaft.